# Pianengo

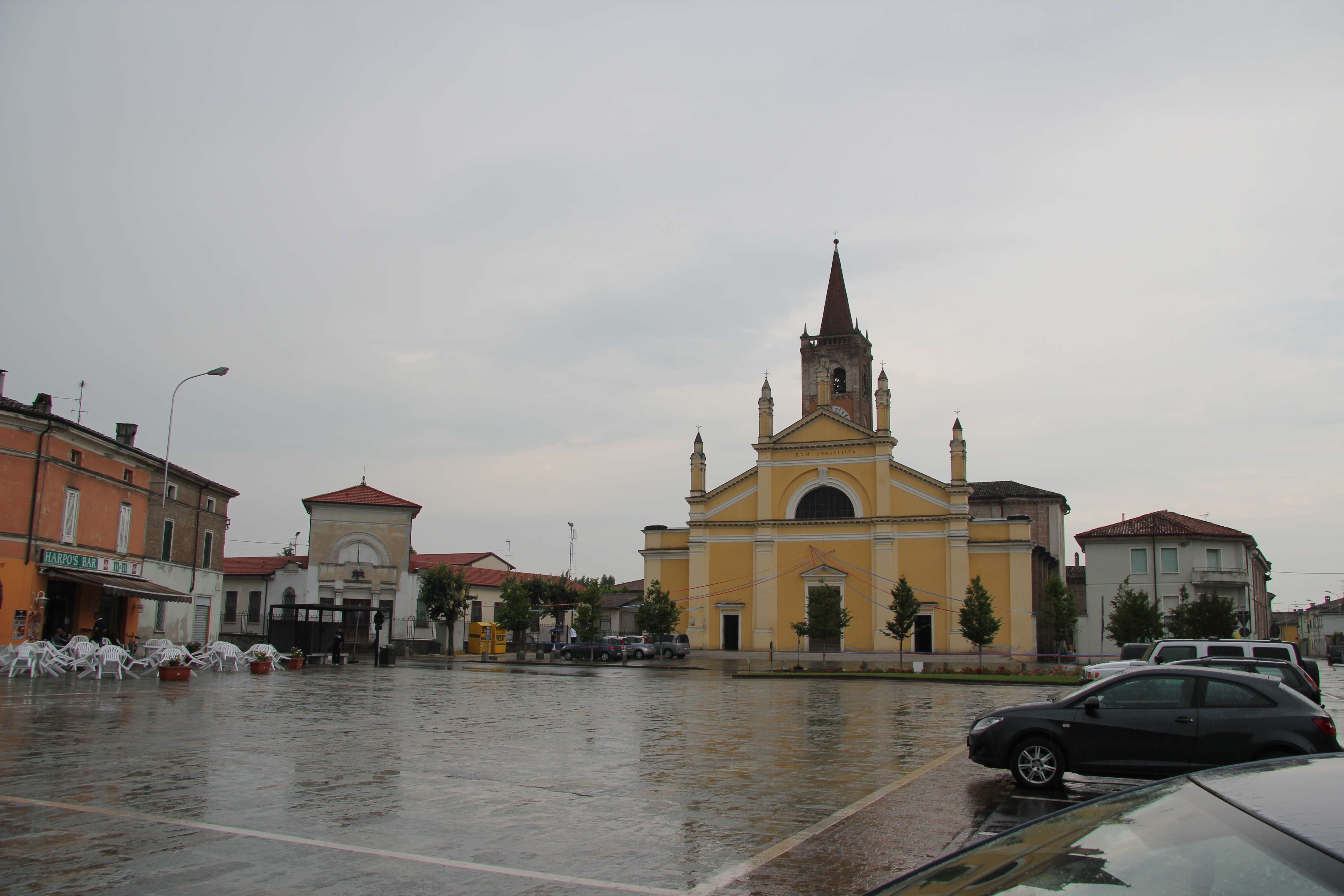
Gussola

Pianengo ist eine norditalienische Gemeinde (comune) mit 2535 Einwohnern (Stand 31. Dezember 2023) in der Provinz Cremona in der Lombardei. Die Gemeinde liegt etwa 40 Kilometer nordwestlich von Cremona und etwa fünf Kilometer nördlich von Crema. Pianengo ist Teil des Parco del Serio. Der Serio fließt durch die Gemeinde bzw. bildet die östliche Gemeindegrenze. 

## Verkehr
Durch die Gemeinde führt die frühere Strada statale 591 Cremasca (heute eine Provinzstraße) von Bergamo nach Codogno.